# 마커스 콜린스
마커스 콜린스(Marcus Collins, 1988년 5월 15일 ~ )는 잉글랜드의 가수이다.